# Кламмер, Франц
Франц Кла́ммер (нем. Franz Klammer, род. 3 декабря 1953, Фрезах, Каринтия) — австрийский горнолыжник, доминировавший в скоростном спуске в середине 1970-х годов, олимпийский чемпион 1976 года в этой дисциплине.
Был чрезвычайно популярен в Австрии, получил прозвища Кайзер и Кламмер-Экспресс. Способствовал росту популярности горнолыжного спорта.
Чемпион мира 1974 года в комбинации и серебряный призёр в скоростном спуске. Трижды — в 1975, 1976, 1983 годах — признавался австрийским спортсменом года.

## Биография
Родился в Моосвальде, Каринтия, в семье фермеров. Так как горнолыжная сборная Австрии в основном состояла из выходцев из земель Тироль и Зальцбург, ему пришлось приложить существенные усилия, чтобы попасть в неё. В возрасте 19 лет впервые принял участие в этапе Кубка мира, после чего участвовал в нём 12 сезонов, до своего ухода из спорта в 1985 году в возрасте 31 года.
Впервые добился существенного результата во второй половине 1973 года, финишировав вторым (вслед за Бернардом Русси) на этапе кубка мира по скоростному спуску в Санкт-Антоне. За этим последовало третье место в скоростном спуске Санкт-Морице и третье в слаломе-гиганте в Монт-Сент-Анн. Следующий сезон он закончил на втором месте в общем зачёте кубка мира в скоростном спуске, вслед за Роланом Коломбеном, выиграв этап кубка мира в Шладминге (в ужасных погодных условиях) и трижды став вторым. В декабре 1974 года в Валь-д'Изере Коломбен получил серьёзную травму и закончил карьеру, а Кламмер выиграл этот и все последующие этапы сезона в скоростном спуске, за исключением Мегева, где у него отлетела лыжа.
На Олимпиаде 1976 года Кламмер выиграл золотую медаль в скоростном спуске, опередив на 0,33 сек стартовавшего до него олимпийского чемпиона 1972 года Бернарда Русси. Кламмер прошёл всю трассу на грани риска, и его спуск до сих пор является классическим образцом.
Францу Кламмеру ни разу не удалось завоевать Кубок мира в общем зачёте (лучшим было третье место в сезоне 1974—1975 годов, когда он выиграл восемь этапов в скоростном спуске из девяти), так как до декабря 1982 года супергигант не входил в программу Кубка, и у представителей технических дисциплин — слалома и слалома-гиганта — было больше шансов на победу в общем зачёте.
Пять раз Кламмер выиграл Кубок мира в скоростном спуске. Ни одному другому мужчине пока не удалось выиграть его больше трёх раз. Между этапами кубка мира в Венгене в 1976 и 1977 годах выиграл все 10 этапов в скоростном спуске. За карьеру выиграл скоростной спуск 26 раз — 25 этапов Кубка Мира и один на Олимпиаде.
После четвёртого подряд Кубка Мира в скоростном спуске (1977/78) в карьере Кламмера начался спад, продолжавшийся до конца сезона 1980/81, вероятно, связанный со сменой поставщика лыж и с семейными обстоятельствами. Он не смог пройти отбор в команду на Олимпийские Игры 1980 года и защитить свой титул. Тем не менее, впоследствии ему удалось восстановить форму. В декабре 1981 года он выиграл этап Кубка Мира в Валь-д'Изер, а на следующий год — пятый титул победителя Кубка Мира в скоростном спуске. На Олимпиаде 1984 года в Сараево Кламмер финишировал десятым.

## Спортивные достижения

### Зимние Олимпийские игры
| Олимпийские игры | Скоростной спуск | Супергигант | Гигантский слалом | Слалом      | Комбинация  |
| ---------------- | ---------------- | ----------- | ----------------- | ----------- | ----------- |
| 1976 Инсбрук     | 1                | н/д         | DNF1              | —           | н/д         |
| 1980 Лейк-Плэсид | не выступал      | не выступал | не выступал       | не выступал | не выступал |
| 1984 Сараево     | 10               | н/д         | —                 | —           | н/д         |

### Чемпионаты мира
С 1948 по 1980 год все олимпийские горнолыжные турниры также являлись и чемпионатами мира по горнолыжному спорту. С 1954 по 1980 год медали чемпионата мира в комбинации вручались без проведения отдельных стартов, по итогам выступления горнолыжников в скоростном спуске, слаломе и гигантском слаломе (при этом комбинация не входила в олимпийскую программу, но медали чемпионата мира всё равно вручались по итогам олимпийских стартов)
| Чемпионат мира           | Скоростной спуск | Супергигант | Гигантский слалом | Слалом      | Комбинация  |
| ------------------------ | ---------------- | ----------- | ----------------- | ----------- | ----------- |
| 1974 Санкт-Мориц         | 2                | н/д         | 10                | 20          | 1           |
| 1976 Инсбрук             | 1                | н/д         | DNF1              | —           | —           |
| 1978 Гармиш-Партенкирхен | 5                | н/д         | —                 | —           | —           |
| 1980 Лейк-Плэсид         | не выступал      | не выступал | не выступал       | не выступал | не выступал |
| 1982 Шладминг            | 7                | н/д         | —                 | —           | —           |
| 1985 Бормио              | 5                | н/д         | —                 | —           | —           |

- Кубок мира — общий зачёт

| Год  | Дисциплина       |
| ---- | ---------------- |
| 1975 | Скоростной спуск |
| 1976 | Скоростной спуск |
| 1977 | Скоростной спуск |
| 1978 | Скоростной спуск |
| 1983 | Скоростной спуск |

- Отдельные этапы кубка мира

| Дата            | Место проведения    | Дисциплина       |
| --------------- | ------------------- | ---------------- |
| 22 декабря 1973 | Шладминг            | Скоростной спуск |
| 8 декабря 1974  | Валь-д'Изер         | Скоростной спуск |
| 15 декабря 1974 | Санкт-Мориц         | Скоростной спуск |
| 5 января 1975   | Гармиш-Партенкирхен | Скоростной спуск |
| 11 января 1975  | Венген              | Скоростной спуск |
| 18 января 1975  | Кицбюэль            | Скоростной спуск |
| 26 января 1975  | Инсбрук             | Скоростной спуск |
| 9 марта 1975    | Джексон-Хоул        | Скоростной спуск |
| 21 марта 1975   | Валь Гардена        | Скоростной спуск |
| 12 декабря 1975 | Мадонна-ди-Кампильо | Скоростной спуск |
| 10 января 1976  | Венген              | Скоростной спуск |
| 11 января 1976  | Венген              | Комбинация       |
| 17 января 1976  | Морзин              | Скоростной спуск |
| 25 января 1976  | Кицбюэль            | Скоростной спуск |
| 12 марта 1976   | Аспен               | Скоростной спуск |
| 17 декабря 1976 | Валь Гардена        | Скоростной спуск |
| 18 декабря 1976 | Валь Гардена        | Скоростной спуск |
| 8 января 1977   | Гармиш-Партенкирхен | Скоростной спуск |
| 15 января 1977  | Кицбюэль            | Скоростной спуск |
| 22 января 1977  | Венген              | Скоростной спуск |
| 18 февраля 1977 | Лаакс               | Скоростной спуск |
| 11 декабря 1977 | Валь-д’Изер         | Скоростной спуск |
| 11 марта 1978   | Лаакс               | Скоростной спуск |
| 6 декабря 1981  | Валь-д’Изер         | Скоростной спуск |
| 20 декабря 1982 | Валь Гардена        | Скоростной спуск |
| 21 января 1984  | Кицбюэль            | Скоростной спуск |

## Киновоплощение
Францу Кламмеру посвящен фильм Klammer (Австрия, 2021, "На пределе. История легенды"), режиссер: Андреас Шмид. В главной роли Julian Waldner.